# Рецлинген (Доња Саксонија)
Рецлинген (њем. Rätzlingen) град је у њемачкој савезној држави Доња Саксонија. Једно је од 29 општинских средишта округа Илцен. Према процјени из 2010. у граду је живјело 487 становника. Посједује регионалну шифру (AGS) 3360016.

## Географски и демографски подаци
Рецлинген се налази у савезној држави Доња Саксонија у округу Илцен. Град се налази на надморској висини од 74 метра. Површина општине износи 8,5 km². У самом граду је, према процјени из 2010. године, живјело 487 становника. Просјечна густина становништва износи 57 становника/km².